# Коварният Албион
Коварният Албион (на френски: la Perfide Albion, Коварната Албион(а) (ж.р.)) е френски израз от времето на класицизма за означение на основния противник по време на т.нар. втора стогодишна война и след историческите събития и преобразувания на Албиона в резултат от английската и последвалата я славна революция през 17 век. 

## Исторически контекст
Аналогията се подразбира от историческия контекст на епитета, понеже в античността най-големите противници на римляните били пуните, известни от историографията най-вече със своето коварство, а Париж и Франция на класицизма били също така с претенциите за Трети Рим.

## Нов ренесанс
След известната реставрация и по време на т.нар. блестяща изолация фразата добива нов ренесанс.

## Римейк
След сърдечното съглашение изразът добива сатиристичен оттенък във френската преса в навечерието на Първата световна война.
Преди и след Брекзит отново се наблюдава засилена употреба на израза в контекста на една нова англофобия, този път в ЕС.